# Église Notre-Dame de Démouville
Pour les articles homonymes, voir Église Notre-Dame.
L'église Notre-Dame est une église catholique située à Démouville, en France.

## Localisation
L'église est située dans le département français du Calvados, au sud du bourg de Démouville.

## Architecture
L'édifice est classé au titre des monuments historiques depuis le 4 octobre 1932.

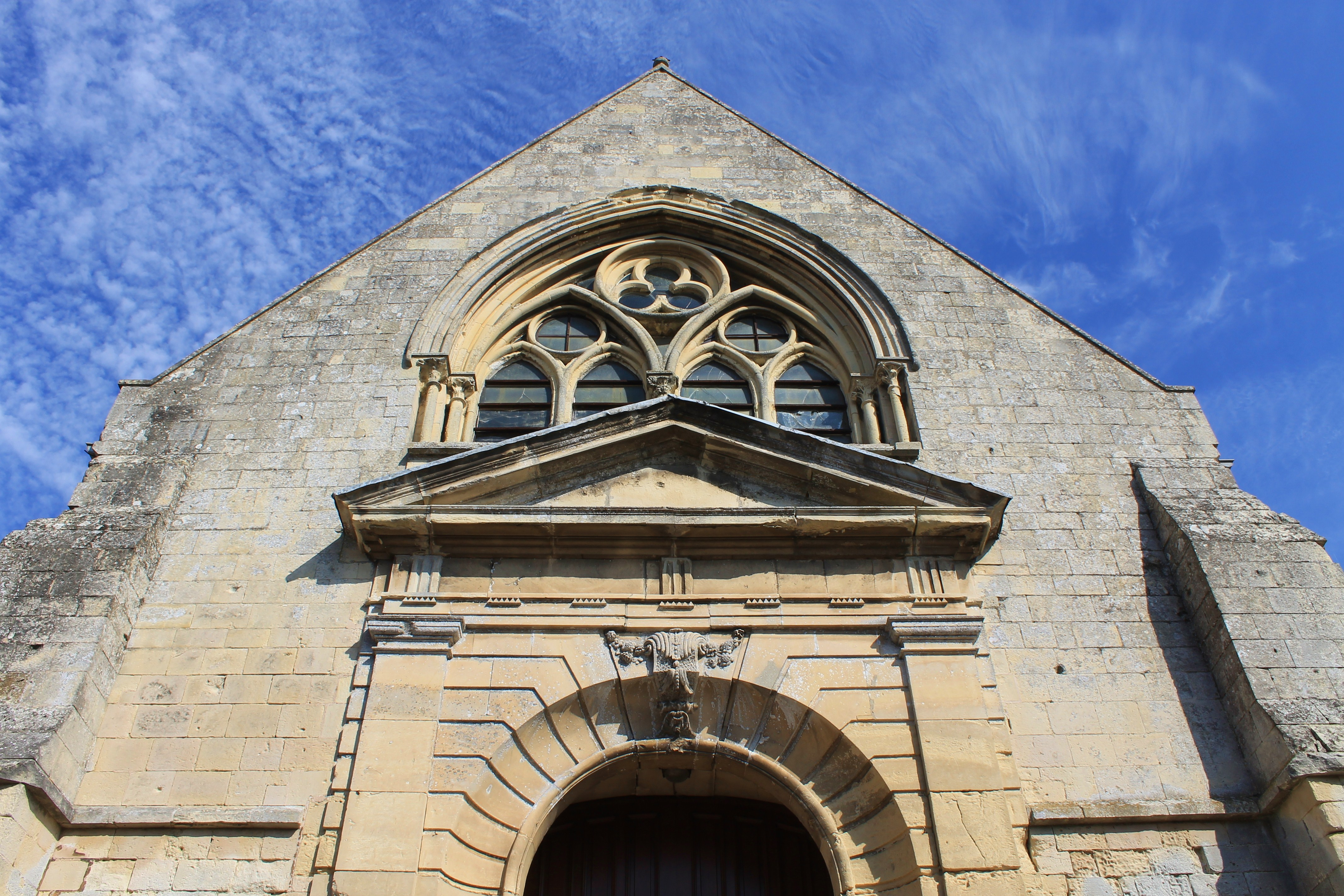
La façade occidentale.
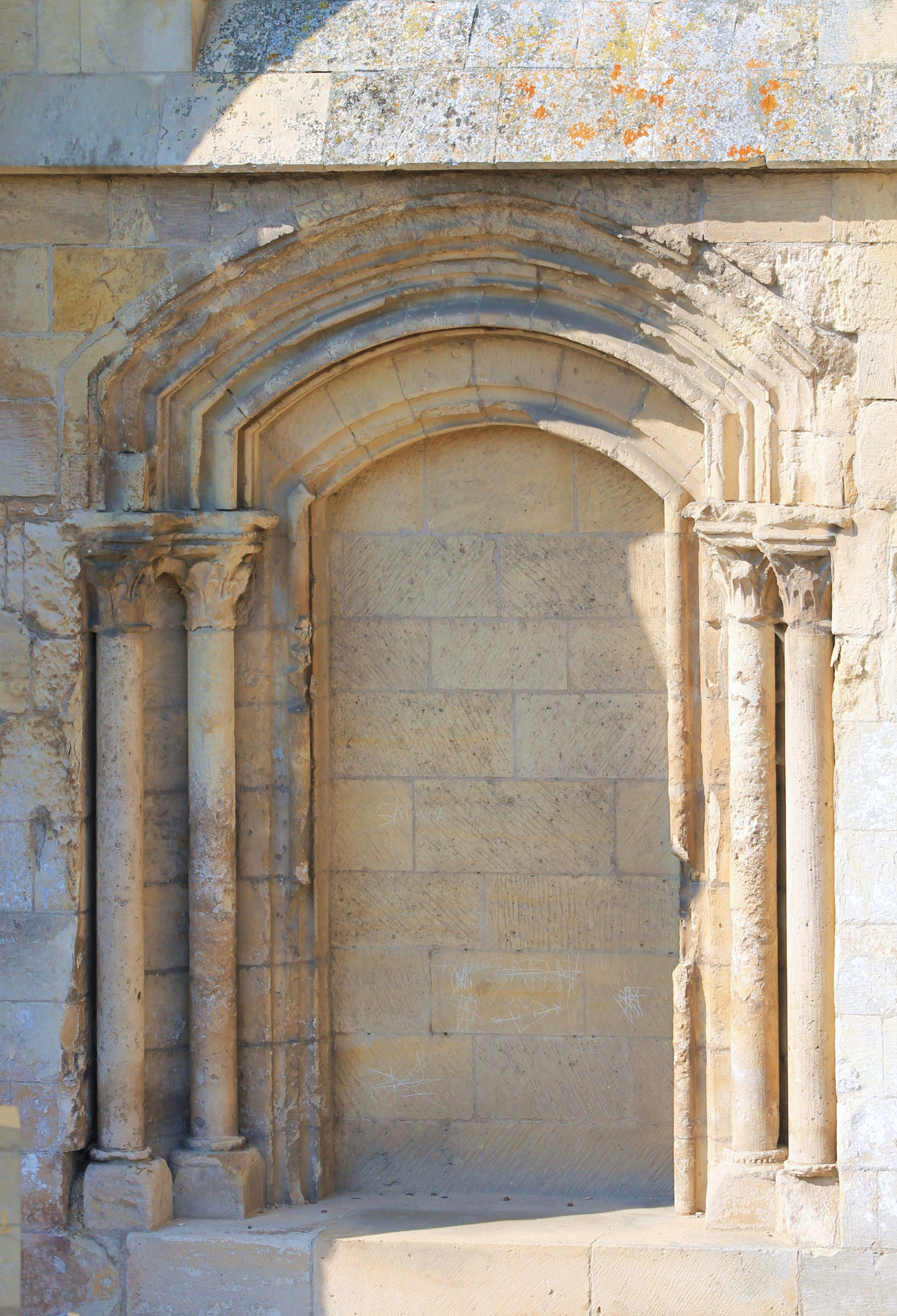
La porte nord murée.
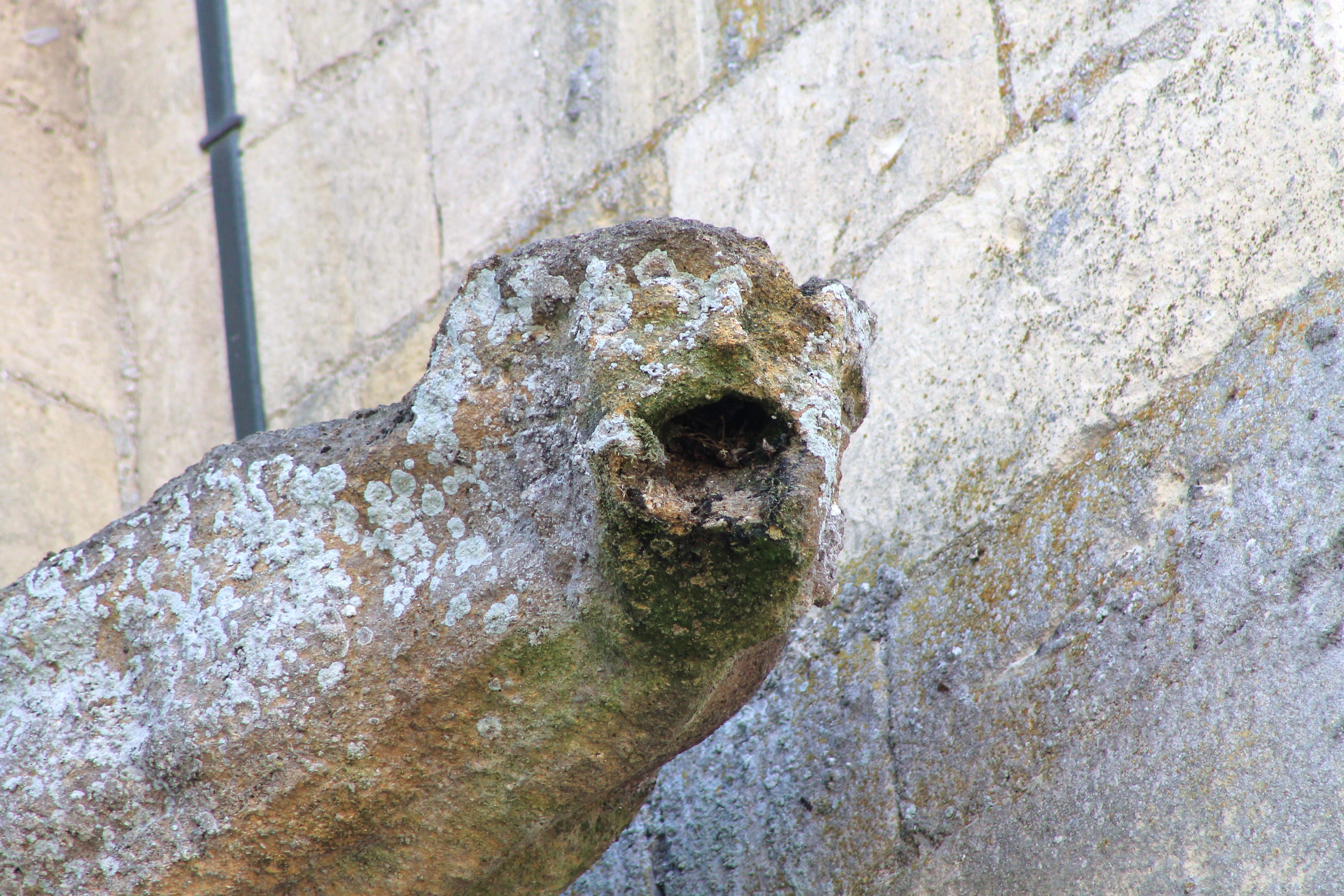
Une gargouille.